# Платан західний (сквер Оперного театру, № 2)
Плата́н за́хідний — ботанічна пам'ятка природи місцевого значення в Україні. Об'єкт природно-заповідного фонду Одеської області. 
Розташований у центральній частині міста Одеса, у сквері Оперного театру. 
Площа — 0,01 га. Статус отриманий у 1972 році. Перебуває у віданні комунального підприємства «Міськзелентрест». 
Статус надано для збереження декоративного дерева — платана західного (Platanus occidentalis).